# 真坂村
真坂村（まさかむら）は、大分県下毛郡にあった村。現在の中津市の一部にあたる。

## 地理
中津平野の南西端、山国川の右岸に位置していた。

## 歴史
- 1889年（明治22年）4月1日、町村制の施行により、下毛郡土田村、佐知村、小袋村、臼木村が合併して村制施行し、真坂村が発足[1][2]。旧村名を継承した土田、佐知、小袋、臼木の4大字を編成[2]。
- 1954年（昭和29年）3月31日、下毛郡深秣村、山口村と合併し、三和村を新設して廃止された[1][2]。三和村は即日三光村に改称した[1][2]。

## 産業
- 農業

## 交通

### 鉄道
- 1913年（大正2年）耶馬渓鉄道（のち大分交通耶馬渓線）が開通し、野路駅、真坂駅開設[2]。